# دال پیرنه‌ای
دال پیرنه‌ای (نام علمی: Aegypius prepyrenaicus) یک کرکس منقرض‌شده جهان قدیم است که در دوره پلیستوسن میانه در اسپانیا کنونی وجود داشته است. در جبل‌الطارق یک استخوان زند که احتمالاً به این گونه قابل ارجاع است، یافت شده است. در سال ۲۰۰۱ توسط هرناندز کاراسکیلا توصیف شد.